# Alexander Graham
Alexander Graham (Brisbane, 28 de abril de 1995) é um nadador australiano, medalhista olímpico.

## Carreira
Graham conquistou a medalha de bronze nos Jogos Olímpicos de Verão de 2020 em Tóquio nas provas de revezamento 4×100 m livre masculino e revezamento 4×200 m livre masculino, com as marcas de 3:10.22 e 7:01.84 respectivamente.